# HD 121416
HD 121416，又名CD-45 8815，SAO 224555、HR 5239，是一颗恒星，视星等为5.83，位于銀經314.39，銀緯14.83，其B1900.0坐标为赤經13h 50m 7.3s，赤緯-46° 14.83′ 0″。